# The Amboy Dukes
The Amboy Dukes (с 1971 года Ted Nugent and the Amboy Dukes) — американская рок-группа, образовавшаяся в 1965 году в Детройте, штат Мичиган. Группа, в составе которой играл ставший известным впоследствии гитарист Тед Ньюджент, стала известной благодаря синглу 1968 года «Journey to the Centre of the Mind», поднявшемуся до #16 в списках Billboard Hot 100 и признанному впоследствии классикой эйсид-рока.
The Amboy Dukes в своём наиболее известном составе — Ньюджент (гитара), Джон Дрейк (вокал), Стив Фармер (ритм-гитара, бывший участник The Lourds), Дэйв Палмер (ударные), Грэг Арама (бас) и Энди Соломон (клавишные) — приобрели первую известность со вторым альбомом Journey To The Centre Of The Mind. После неудачи третьего альбома Migration, записанного с новым вокалистом Расти Дэем, гитарист некоторое время записывался и выступал с новым составом как Ted Nugent & the Amboy Dukes, после чего распустил группу и начал успешную сольную карьеру, завоевав репутацию одного из ведущих рок-гитаристов 1970-х годов.

## Состав группы
- Ted Nugent — гитара (1967—1975)
- John Drake — вокал (1967—1969)
- Steve Farmer † — гитара (1967—1970)
- Rick Lober — клавишные (1967—1968)
- Bill White — бас-гитара (1967—1968)
- Dave Palmer — ударные (1967—1971)
- Andy Solomon — клавишные, вокал (1968—1972)
- Greg Arama — бас-гитара (1968—1971)
- Rusty Day — вокал (1969—1970)
- Rob Ruzga — бас-гитара (1971—1972)
- K.J. Knight — ударные, вокал (1971—1973)
- Rob Grange — бас-гитара, вокал (1972—1975)
- Vic Mastrianni — ударные, вокал (1973—1975)

## Дискография

### Студийные альбомы
- Amboy Dukes — 1967
- Journey to the Center of the Mind — 1968
- Migration — 1969
- Marriage on the Rocks/Rock Bottom — 1970
- Call of the Wild — 1974
- Tooth, Fang & Claw — 1974

### Концертные альбомы
- Survival of the Fittest Live — 1970

### Сборники (выборочно)
- Dr. Slingshot — 1975